# Kapitány Dénes
Kapitány Dénes (Szeged, 1974. szeptember 26. –) orgonaművész.

## Életútja
Orgona tanulmányait a kalocsai Főszékesegyház neves orgonaművészénél, Leányfalusi Vilmosnál kezdte, majd a miskolci Bartók Béla Zeneművészeti Szakközépiskolában, Virágh Endre és Mátyus Gabriella irányításával folytatta. Művész-tanári diplomáját a Liszt Ferenc Zeneművészeti Főiskola Debreceni Konzervatóriumában  szerezte, ahol Hollai Keresztély és Karasszon Dezső volt mestere. Az orgona mellett a zongora szakot is elvégezte. 1999 őszétől a zirci Ciszterci Apátság orgonistája.

## Szólólemezek
- 2006: The Organs of the Cistertian Abbey in Zirc
- 2009: Barokk Orgonazene a Zirci Apátságból
- 2011: Dénes Kapitány an der Orgel  der Zisterzienserinnen-Abtei Marienkron
- 2012: Dezső d'Antalffy's Organ Works